# Sălard (okręg Bihor)
Sălard (węg. Szalárd) – wieś w Rumunii, w okręgu Bihor, w gminie Sălard. W 2011 roku liczyła 3014 mieszkańców.